# 초이락 배틀완구 시리즈
《초이락 배틀완구 시리즈》는 2013년 하반기에 출시된 대한민국의 장난감 제품으로, 초이락컨텐츠팩토리에서 개발과 생산을 하였으며, 2013년부터 2018년까지 손오공이 유통을 맡았다.

## 작품
TV 애니메이션
- 《최강! 탑플레이트》 (2013년 ~ 2014년) (SBS TV) (30분 애니) (애니메이션 제작: 희원엔터테인먼트)
- 《터닝메카드 (1기 ~ 2기(W))》 (2015년 ~ 2017년) (KBS 2TV) (30분 애니) (애니메이션 제작: 희원엔터테인먼트)
- 《공룡메카드》 (2017년 ~ 2018년) (KBS 1TV) (30분 애니) (애니메이션 제작: 희원엔터테인먼트 & 파프리카 엔터테인먼트)
- 《빠샤메카드》 (2019년 ~ 2020년) (MBC TV) (30분 애니) (애니메이션 제작: 희원엔터테인먼트 & 파프리카 엔터테인먼트)
- 《바이트초이카 (1기 ~ 2기(하이퍼))》 (2020년 ~ 2021년) (SBS TV) (30분 애니) (애니메이션 제작: 희원엔터테인먼트 & 파프리카 엔터테인먼트)
- 《메카드볼 (1기 ~ 2기(메가))》 (2021년 ~ 2023년) (MBC TV) (20분 애니) (애니메이션 제작: 스튜디오더블유바바)
- 《차징 탑스피너 (1기 ~ 2기(BX))》 (2023년 ~ 2024년) (MBC TV) (20분 애니) (애니메이션 제작: 스튜디오 H4)
- 《터닝메카드 갓》 (2025년 ~ 2026년) (MBC TV) (12분 애니) (애니메이션 제작: 스튜디오더블유바바)

영화 애니메이션 개봉
- 《터닝메카드 W: 블랙미러의 부활》 (2017년) (시간: 72분) (애니메이션 제작: 희원엔터테인먼트 & 파프리카 엔터테인먼트)
- 《터닝메카드 W: 반다인의 비밀》 (2018년) (시간: 76분) (애니메이션 제작: 희원엔터테인먼트)
- 《공룡메카드: 타이니소어의 섬》 (2019년) (시간: 70분) (애니메이션 제작: 희원엔터테인먼트 & 파프리카 엔터테인먼트)

웹툰
- 《카카오페이지 웹툰 메카드 (With 소피루비)》 (2017년 ~ 2018년)

리마스터 애니메이션
- 《터닝메카드 리마스터》 (2024년) (애니메이션 제작: 스튜디오 H4)
- 《공룡메카드 타이니소어》 (2024년) (애니메이션 제작: 스튜디오 H4)
- 《최강! 탑플레이트 리마스터》 (미정) (애니메이션 제작: 스튜디오 H4)

## 비판 및 논란

### 슈팅 바쿠간과의 유사성 문제
손오공은 대한민국 내에서 슈팅 바쿠간 장난감의 유통 및 라이선스를 맡은 회사였다. 또한, 일본의 각본가 마에카와 아쓰시는 《슈팅 바쿠간》과 《터닝메카드》 양 쪽의 애니메이션 작품에서 대표 작가로써 각본을 맡은 바이다.
일본의 세가 토이즈 사와 공동으로 슈팅 바쿠간을 개발한 바 있는 캐나다의 장난감 회사인 스핀 마스터 사는 '터닝메카드 장난감이 슈팅 바쿠간의 특허를 침해한 것'으로 보고 초이락 사와 마텔 사를 상대로 대대적인 소송을 제기했다. 스핀 마스터 사는 2016년에 초이락 사를 상대로 중국 대륙 지역의 법정에 소송을 제기했으나, 1심에 이어 2019년 3월 2심에서 패소했다.
스핀 마스터 사는 중국 대륙 내 소송과 별개로, 현지 시각으로 2018년 4월 25일 보도자료를 통해 미국의 마텔 사를 상대로 캘리포니아주 중부 지방 법원에 소송을 제기했다고 밝혔다. 스핀 마스터 사는 마텔 사를 상대로 캐나다와 멕시코의 법정에도 소송을 제기했으며, 세 건의 소송 모두 2019년 1월 현재 재판이 진행 중이다. 마텔 사는 2016년에 손오공 사와 협력관계를 맺고, 손오공의 주식 중 12%를 인수해 최대주주가 되었으며, 이에 따라 대한민국 밖에서 터닝메카드의 유통 및 전개를 맡고 있다.
스핀 마스터 사의 법적 대응은 2019년에 예정된 슈팅 바쿠간의 리부트를 앞두고 벌어졌으며, 이 일환으로 중국의 장난감 제조사를 상대로도 소송이 제기된 상태이다.

## 같이 보기
- 슈팅 바쿠간
- 조디악 나이츠